# Gimnazjon
Gimnazjon (gr. γυμνάσιον, gymnasion od γυμνός, gymnos 'nagi', gdyż ćwiczono nago) – zespół częściowo krytych budowli w starożytnej Grecji, które były przeznaczone do ćwiczeń fizycznych. Jego centralną część stanowił kompleks bieżni, boisk i portyków. W gimnazjonie znajdowały się też palestra i stadion. Plan gimnazjonu zrekonstruowano na podstawie wykopalisk prowadzonych w Delfach, na Delos, Epidauros, Aleksandrii i Olimpii.
Znajdowały się tam:
- szatnia (apodyteron),
- sale do nacierania ciał oliwą (elaiothesion),
- sale do nacierania ciał piaskiem – do masażu (konisterion),
- salki z workami piasku do ćwiczeń w zadawaniu ciosów,
- eksedry, nisze z ławkami – sale wykładowe, rekreacyjne, do rozmów i dyskusji,
- sala ćwiczeń dla młodzieży (ephebeidon),
- boiska do gry w piłkę (sphairisterion),
- bieżnie (dromos),
- miejsce do ćwiczeń w zapasach (palestra),
- łazienki (balaneion) i łaźnie (pyriaterion).

Gimnazjony były integralną częścią greckich miast. Początkowo budowano je z drewna, a od IV wieku p.n.e. zaczęto stawiać gimnazjony z kamienia. W gimnazjonach ateńskich również nauczano i stąd późniejsze szkoły nazywano gimnazjum. W Sparcie służyły one tylko rozwijaniu ciała, ale za to inaczej niż w Atenach do walk zapaśniczych dopuszczano kobiety.

## Ćwiczenie ciała i mowy
Głównym celem gimnazjonu było kształtowanie własnego ciała przez młodych mężczyzn w środkowej i późnej fazie dojrzewania oraz celebrowanie nagości. W czasach Tukidydesa nagość uważano zarazem za dar natury, jak i pozwalało odróżnić cywilizowanego człowieka od barbarzyńców osłaniających genitalia w czasie zawodów. Szczególnie ważnym był moment, gdy wykształcały się wtórne cechy płciowe. Dla Greków był to moment krytyczny, w którym młodzieńcy powinni przeznaczać czas na kształtowanie mięśni i dbać o odpowiednią ciepłotę ciała, np. poprzez tarcie w trakcie zapasów. Także w gimnazjonach młodzieńcy zapoznawali się ze starszymi mężczyznami, z którymi w innych miejscach wchodzili w kontakty seksualne. Stosunki płciowe odbywały się bez penetracji, często był to stosunek międzyudowy w pozycji stojącej. W samym gimnazjonie natomiast młodzi mężczyźni uczyli się godności w pożądaniu, a poza tym także uczyli się rywalizacji w przemawianiu i argumentowaniu (w przypadku gimnazjonów ateńskich). Zamiast uczenia się na pamięć, wykorzystywano współzawodnictwo w prowadzeniu debat.